# Paweł Puszkarski
Piotr Puszkarski, imię zakonne Paweł (ukr. Петро Пушкарський, Павло) (ur. 2 marca 1895 w Krystynopolu, zm. 9 sierpnia 1977 w Warszawie) – duchowny greckokatolicki, bazylianin. 
Ukończył gimnazjum w Buczaczu. Do zakonu wstąpił w 1911 r. Kandydaturę i nowicjat odbył w Krechowie pow. Żółkiew. Pierwsze śluby złożył w 1913. W 1914, po wybuchu I wojny światowej, razem z innymi klerykami bazyliańskimi powołany został do jednostki sanitarnej w armii Austro-Węgier. Po zajęciu miasta przez wojska rosyjskie wywieziony został do Saratowa nad Wołgą, gdzie przebywał w seminarium duchownym obrządku łacińskiego. Po wybuchu rewolucji w Rosji wyruszył w drogę powrotną do Galicji. Ostatecznie w marcu 1918 powrócił do Krechowa. W 1920 r. złożył śluby wieczyste. Wyświęcony w 1922 r. w Przemyślu przez bp. Jozafata Kocyłowskiego.
Po święceniach o. Puszkarski był pomocnikiem mistrza nowicjatu w Krechowie (1924–1926). W 1926 r. przeniesiony został do klasztoru w Krasnopuszczy pow. Brzeżany, gdzie objął funkcję ihumena. W 1931 r. wyznaczony na stanowisko ihumena klasztoru bazyliańskiego w Warszawie. Rektor cerkwi przy klasztorze bazyliańskim w Warszawie, zaś od 1938 r. proboszcz utworzonej tu parafii greckokatolickiej, która działała do 1944 r. 

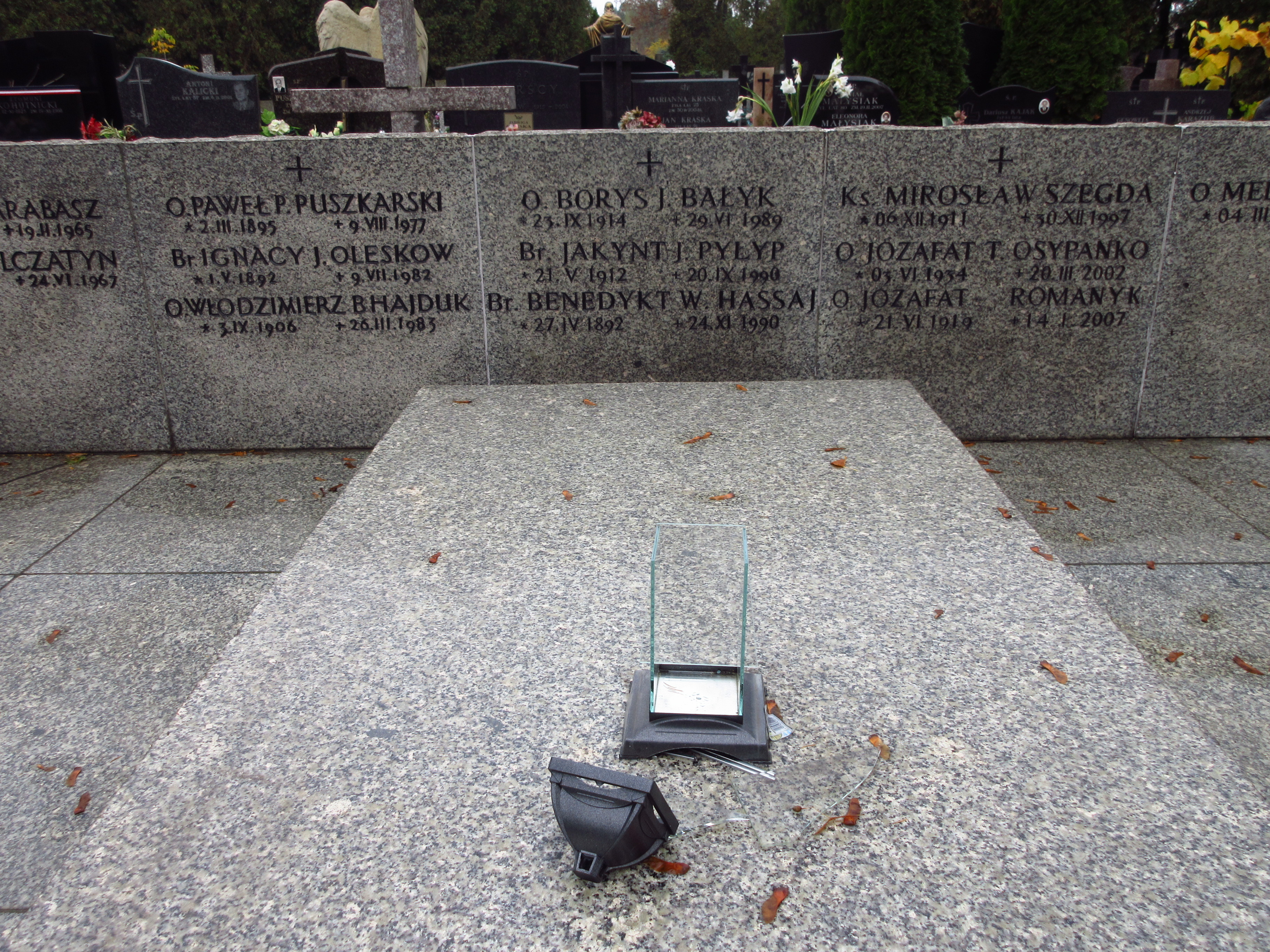
Grób Pawła Puszkarskiego na Cmentarzu Bródnowskim.

Po wybuchu powstania warszawskiego znalazł się w Otwocku. Do Warszawy powrócił w styczniu 1945 r. Wobec zniszczenia klasztoru i cerkwi w czasie powstania zamieszkał w prywatnym mieszkaniu, gdzie urządził też kaplicę. Równocześnie rozpoczął odbudowę klasztoru i świątyni. W 1946 r. mianowany delegatem archimandryty nowo utworzonej delegatury bazyliańskiej w Polsce. 
Aresztowany został w 1952 r. i oskarżony o „szpiegostwo na rzecz Watykanu”. Skazany w 1953 r. przez Wojskowy Sąd Rejonowy w Warszawie na 10 lat więzienia. Zwolniony ze względu na chorobę w 1955 r. Objęty później amnestią nie powrócił już do więzienia.
Po wyjściu na wolność o. Puszkarski został konsultorem delegatury bazyliańskiej w Polsce (1959–1963). W l. 1959–1975 magister nowicjatu w klasztorze bazyliańskim w Warszawie. Wizytator, spowiednik i kapelan wielu zgromadzeń żeńskich obrządku łacińskiego. Przez pewien czas służył radą prymasom Polski kard. Augustowi Hlondowi i kard. Stefanowi Wyszyńskiemu w sprawach duchowieństwa i wiernych greckokatolickich. 
Zmarł w Warszawie. Pochowany na Cmentarzu Bródnowskim (kwatera 91A). Autor niepublikowanych wspomnień.